# Род Благоєвич
Мілорад Род Р. Благоєвич (англ. Milorad «Rod» R. Blagojevich; нар. 10 грудня 1956, Чикаго, Іллінойс) — американський політик з Демократичної партії. Він був губернатором штату Іллінойс з січня 2003 по січень 2009, відсторонений від посади через звинувачення у хабарництві, зокрема, спробу продати вакантне місце Барака Обами в Сенаті за високу ціну.
У 1979 отримав ступінь бакалавра в Північно-Західному університеті, у 1983 році — юридичну освіту в Університеті Пеппердін. Член Палати представників Іллінойсу (нижньої палати законодавчих зборів штату) з 1993 по 1996, член Палати представників США з 1997 по 2003.
Його родина має сербське походження. Одружений, має двох доньок.
9 грудня 2008 Благоєвич був заарештований агентами ФБР в своєму будинку в Чикаго, за підозрою в корупції. 7 грудня 2011 він був засуджений до 14 років позбавлення волі. Він почав відбувати свій вирок 15 березня 2012.